# 샬럿 브론테
샬럿 브론테(아일랜드어: Charlotte Brontë, 1816년 4월 21일 ~ 1855년 3월 31일)는 잉글랜드
의 소설가이다. 잉글랜드의 북부 요크셔의 손턴에서 출생한 브론테 자매의 첫째이다.

## 생애
부친 패트릭 브론테 신부(아일랜드어: Rev. Patrick Brontë)는 아일랜드 출신의 성공회신부였다. 그녀는 6명의 자녀 가운데 셋째였으며 모친은 5세 때 사별하였다. 큰 네 아이는 부근의 기숙학교(寄宿學校)에 들어갔으나 학대와 볼품없는 식사로 그 중 둘은 폐병으로 죽었다. 이 곳의 생활이 후의 《제인 에어》에서 로드 학교의 생활로 재현된다.
집으로 돌아온 뒤에 샬롯은 동생들과 어울려서 공상 이야기를 지어서 즐거워하기도 했으나 1831년부터 또 학교로 보내어졌으며 가정교사를 하면서 자활하게 된다. 1842년에는 여동생 에밀리와 함께 벨기에의 브뤼셀에 유학하였다. 이 학교의 교사 에제를 사랑했지만 아내가 있는 기혼자였기에 비련(悲戀)으로 끝난다. 그러나 이 경험은 그녀의 소설로 되살아난다.
다시 영국에 돌아와 1846년에 동생 에밀리와 앤과 함께 시집을 출판하였으나 2부밖에 팔리지 않았다. 그러나 2달만에 다시 동생들과 《폭풍의 언덕》,《아그네스 그레이》와 함께 《교수》를 썼으나《폭풍의 언덕》, 《아그네스 그레이》만 채택되고 《교수》는 채택되지 못했다. 그렇지만 1847년에 소설 《제인 에어》를 발표하여 크게 호평을 받았다. 그리고 이 기세를 받아 《셜리》를 쓰던 샬럿은 에밀리와 앤이 결핵으로 죽고 장례식을 치른 후에 자신의 동생 에밀리를 그린 《셜리》(1849)를 출간했다. 후에 출판된 그녀의 《빌레트》(1853)등과 함께 연애에 있어서 정열의 묘사에 새로운 시기를 긋게 되었다.
《빌레트》를 쓴 1년 후 샬럿은 아서 벨 니콜스와 결혼을 하였으나 1년도 안돼 임신 뒤 폐렴으로 사망했다. 사후 2년인 1857년 《교수》가 다시 발표되었다.

## 작품 목록
- 제인 에어 (Jane Eyre, 1847년)
- 셜리 (Shirley, 1849년)
- 빌레트 (Villette, 1853년)
- 교수 (The Professor, 1857년)